# Ernest Dye
Ernest Dye (Greenwood, 15 luglio 1971) è un ex giocatore di football americano statunitense che ha militato nel ruolo di offensive tackle nella National Football League (NFL).

## Biografia
Dopo avere giocato a football al college a USC, Dye fu scelto come 18º assoluto nel Draft NFL 1993 dai Phoenix Cardinals. Dopo avere giocato sette partite nella sua prima stagione, nella successiva le disputò tutte e 16 come titolare. Giocò coi Cardinals per tutta la carriera, tranne una parentesi nel 1997 coi St. Louis Rams. Nell'agosto 1999. Dye, assieme ai compagni Carl Simpson e Lester Holmes, fu coinvolto in un grave incidente stradale che gli costò quasi il braccio destro, costringendolo al ritiro. Da quel momento non ebbe più alcuna sensibilità al braccio e non poté più muoverlo.

## Statistiche
| Partite             | 50 |
| Partite da titolare | 23 |